# Toxic Twins

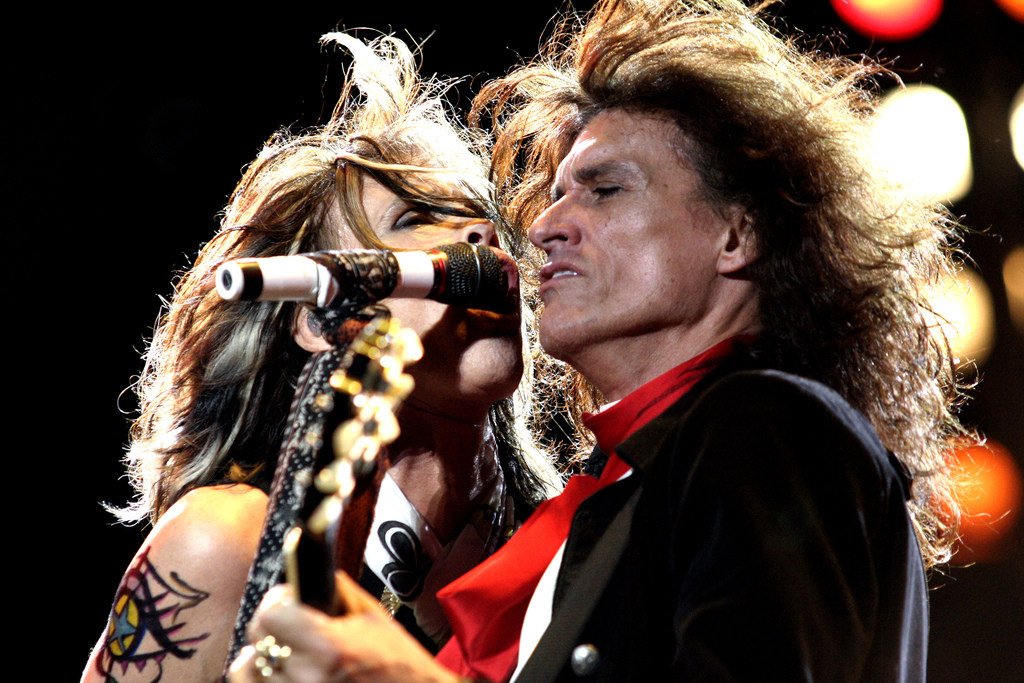
Toxic Twins porecla infamă sub care au fost etichetaţi cei doi muzicieni ai formaţiei americane de muzică rock Aerosmith, Steven Tyler (stânga) și Joe Perry (dreapta).

Toxic Twins este porecla sub care au fost cunoscuți, la sfârșitul anilor 1970 și începutul anilor 1980 cei doi muzicieni de frunte ai formației americane de muzică rock Aerosmith, Steven Tyler și Joe Perry datorită consumului lor masiv de droguri și alcool.

## Istoric
Deși cei doi au trecut cu succes "purgatoriul" unor clinici de dezintoxicare la mijlocul anilor 1980, fiind de atunci sobri, sunt încă numiți astfel. Prietenia lor notabilă poate fi observată în anumite video-uri ale formației, așa cum sunt The Making of Pump, Big Ones You Can Look At și You Gotta Move.
Cei doi Toxic Twins, Tyler și Perry, sunt creditați cu majoritatea scrierii cântecelor formației, fiind autorii a peste 80 din cântecele originale ale lui Aerosmith sub semnătura Tyler/Smith. În același timp, cuplul celor doi Toxic Twins reprezintă și liderii formației, fiind cei mai recunoscuți membri ai formației. De aceea, ceilalți trei membri ai formației, Brad Whitford, Tom Hamilton și Joey Kramer sunt cunoscuți sub acronimul "LI3" - "Less interesting three", în română, "Cei trei mai puțin interesanți".